# پاسکال مارینی
پاسکال مارینی (انگلیسی: Pascal Mariini؛ زادهٔ ۲۸ نوامبر ۱۹۶۰) بازیکن فوتبال اهل فرانسه است.
از باشگاه‌هایی که در آن بازی کرده‌است می‌توان به باشگاه فوتبال استاد برستوا ۲۹، باشگاه فوتبال باستیا، و باشگاه فوتبال آژاکسیو اشاره کرد.